# NGC 1842
NGC 1842 ist die Bezeichnung eines offenen Sternhaufens im Sternbild Dorado. Das Objekt wurde am 20. Dezember 1835 von John Herschel entdeckt.